# Paul Rung-Keller
Paul Sophus Christian Henrik Rung-Keller (* 11. März 1879 in Kopenhagen; † 22. März 1966 in Gentofte) war ein dänischer Komponist, Organist und Glockenexperte.

## Herkunft
Paul Rung-Keller war der Sohn des Juristen Emil Keller und der Opernsängerin Sophie Keller, die die ältere Schwester des königlichen Dirigenten Frederik Rung war, und Enkel des Komponisten Henrik Rung.

## Leben
Er war Schüler der Organisten Gottfred Matthison-Hansen und Thomas Laub. Er war angestellt als Organist und Kantor an der evangelisch-lutherischen Erlöserkirche (dänisch Vor Frelsers Kirke) in Kopenhagen von 1903 bis 1949. Im Jahr 1928 erhielt die Vor Frelsers Kirke aufgrund seiner Initiative ein Glockenspiel.
Von 1912 bis 1934 wurde er Dirigent im Cæciliaforeningen (deutsch Cäcilienverein) in Kopenhagen, einem dänischen Oratorienchor und Vorsitzender des Vereins. Diesen Posten übernahm er von seinem Onkel, dem königlichen Kapellmeister Frederik Rung, und behielt ihn bis zum Jahr 1934.
Er unterrichtete zunächst an dem Hornemans Konservatorium seit 1907 und später am Det Kongelige Danske Musikkonservatorium seit 1917 in den Fächern Orgel und Musiktheorie. Er hat eine Reihe von Kompositionen für Glockenspiel und Orgel geschrieben, darunter die Melodie für die Hymne "Die Kirche ist wie der Himmel" (dänisch "Kirken er som Himmerige").
Paul Rung-Keller wurde auf dem Vestre Kirkegård in Kopenhagen begraben.

## Auszeichnungen
- 1924: Ritter 1. Grades des Dannebrogordens
- 1926: von König Christian X. von Dänemark mit der dänischen Verdienstmedaille Ingenio et arti ausgezeichnet.[2]
- 1949: Dannebrogmand